# Polaris Industries
Polaris Industries este un constructor de snowmobile și ATV-uri, cu sediul principal în Medina, Minnesota, SUA. Compania produce și motociclete, prin diviziunea sa, Victory Motorcycles.